# Wacław Rytel
Wacław Rytel, Wenancjusz Rytel; imię zakonne Wiator, Viator a Mojówka (ur. 28 lipca 1883 w Mojówce, powiat jampolski, zm. po 12 sierpnia 1942 w zamku Hartheim w Austrii) – kapucyn, działacz niepodległościowy, kapelan wojskowy, działacz Polskiego Czerwonego Krzyża, więzień KL Sachsenhausen i KL Dachau, zamordowany w Hartheim. Brat inżyniera Zygmunta Rytla.

## Życiorys

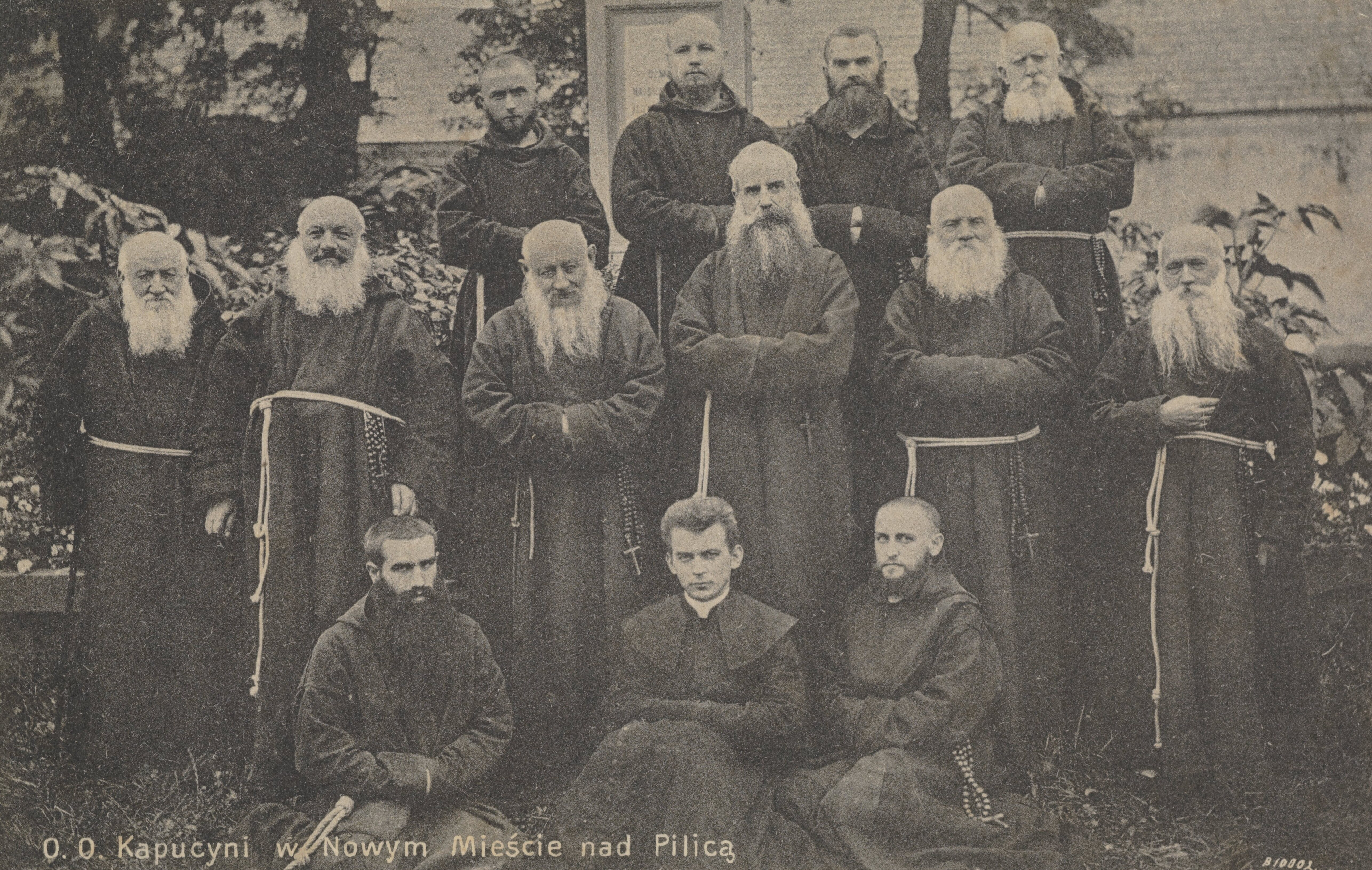
O.O. Kapucyni w Nowym Mieście nad Pilicą (ok. 1905-1911)

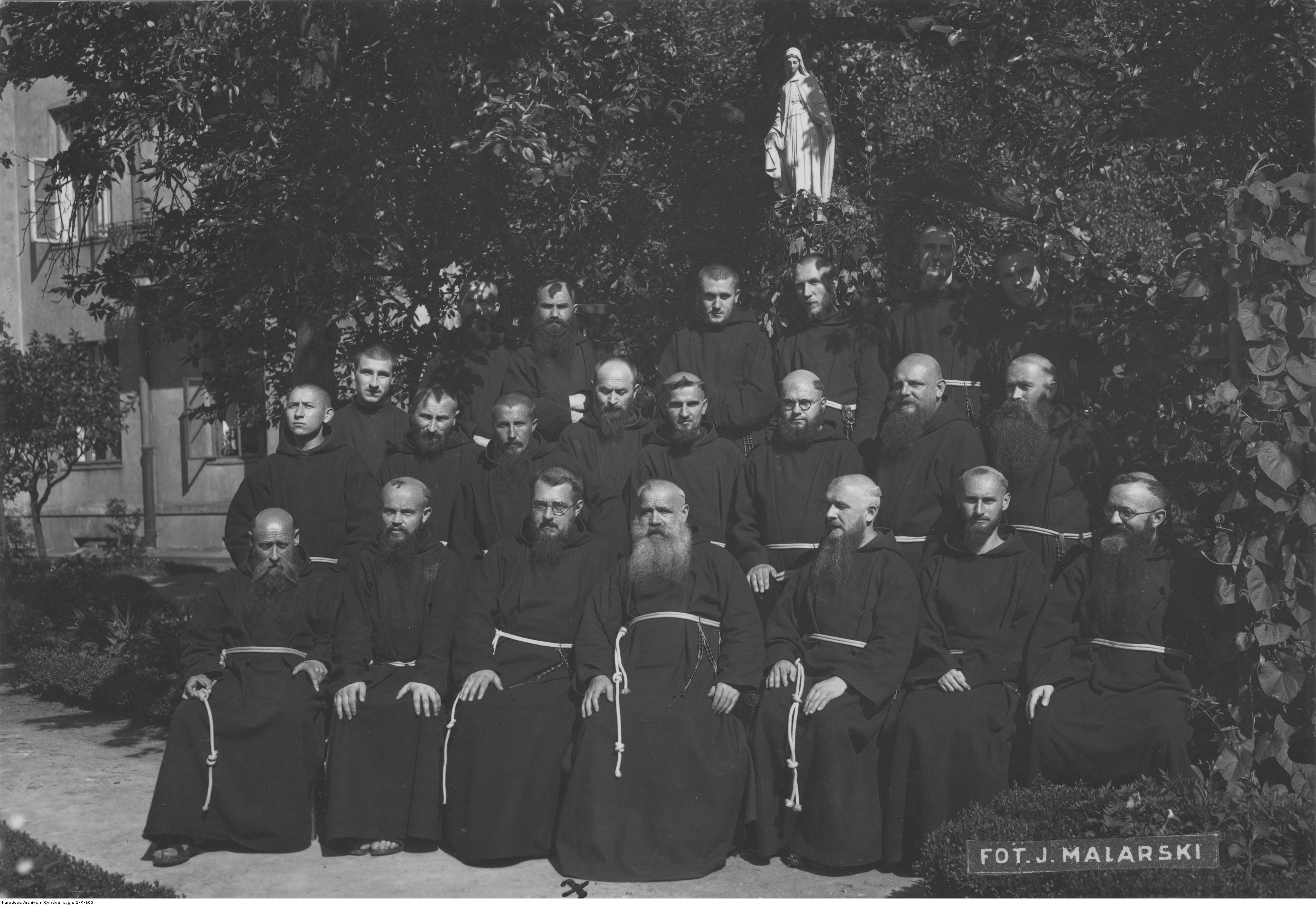
Generał zakonu wśród zakonników OO. Kapucynów z klasztoru w Warszawie (lipiec 1935).

Syn Cezarego i Józefy z Jachimowiczów. W latach 1901–1904 był studentem seminarium duchownego w Petersburgu, skąd został usunięty za kontakty z działaczami socjalistycznymi. W 1907 wstąpił do klasztoru kapucynów w Nowym Mieście nad Pilicą. W 1912 roku ukończył studia teologiczne w seminarium duchownym we Włocławku i przyjął święcenia kapłańskie. Został redaktorem miesięcznika dla tercjarzy „Rodzina Seraficka”. 
Podczas I wojny światowej założył w Nowym Mieście ochronkę dla dzieci. Za pośrednictwo między mieszkańcami miasta a dowództwem okupujących je wojsk niemieckich został w lutym 1915 roku oskarżony przez Rosjan o zdradę stanu, uwięziony w warszawskim więzieniu w Mokotowie, a potem wywieziony do Piotrogrodu i więziony w Kriestach. 4 września 1916 został uniewinniony przez sąd wojskowy w Witebsku. Uwolniony działał wśród Polaków na terenie Rosji, min. w Saratowie, Kijowie i Smoleńsku. Został kapelanem obozu dla jeńców i szpitala polowego nr 2 w Darnicy pod Kijowem, a potem kapelanem Koncentracyjnego Punktu Wojskowych Polaków w Kijowie. Do Polski powrócił w grudniu 1918 r. i osiadł w warszawskim klasztorze kapucynów.  
Wziął udział w wojnie polsko-bolszewickiej (1919-1921) jako kapelan wojskowych szpitali warszawskich i przewodniczący Towarzystwa „Pomoc Żołnierzowi Frontu. W okresie niepodległości zajmował się działalnością religijno-społeczną. Pracował nad zaangażowaniem tercjarzy (Trzeciego Zakonu Franciszkańskiego) w życie społeczne. Zaangażowany był również w działalność Polskiego Czerwonego Krzyża. Związany był ze środowiskami prawicowymi. 31 stycznia 1923 wyspowiadał i udzielił ostatniego namaszczenia przed egzekucją Eligiuszowi Niewiadomskiemu, zabójcy prezydenta Gabriela Narutowicza. Od 1927 roku pełnił funkcję kapelana rezerwy Wojska Polskiego.  
Po klęsce wrześniowej został aresztowany przez Niemców 23 marca 1940 w Chełmie, gdzie prowadził rekolekcje. Przetrzymywany był w więzieniu na Zamku w Lublinie. 20 czerwca 1940 przewieziony do obozu koncentracyjnego KL Sachsenhausen. Stamtąd 14 grudnia 1940 przetransportowany do obozu koncentracyjnego KL Dachau (nr obozowy 22690). Wywieziony z Dachau 12 sierpnia 1942 w tzw. „transporcie inwalidów” do centrum eutanazyjnego na zamku Hartheim w Górnej Austrii, gdzie został zamordowany w komorze gazowej.  